# Talayra brevipilis
Talayra brevipilis là một loài bọ cánh cứng trong họ Melandryidae. Loài này được Lea miêu tả khoa học năm 1929.